# Mazda Biante
O Biante é uma van de porte médio-grande da Mazda.